# Birán
Birán is een plaats in de huidige gemeente Cueto in de provincie Holguín in Cuba. De plaats is vooral bekend als geboorteplaats van Fidel Castro en zijn broers Raúl en Ramón. Zij zijn respectievelijk in 1926, 1931 en 1924 geboren op het landgoed van hun vader. Birán was toen nog een deel van de gemeente Mayarí, gelegen in de historische provincie Oriente.

## Geboren
- Ramón Castro Ruz (1924-2016), Cubaans revolutionair
- Fidel Castro (1926-2016), president van Cuba (1976-2008)
- Raúl Castro (1931), president van Cuba (2008-2018)